# Zaire en los Juegos Olímpicos de Los Ángeles 1984
Zaire (actualmente República Democrática del Congo) estuvo representado en los Juegos Olímpicos de Los Ángeles 1984 por ocho deportistas, siete hombres y una mujer, que compitieron en dos deportes.
La portadora de la bandera en la ceremonia de apertura fue la atleta Christine Bakombo. El equipo olímpico no obtuvo ninguna medalla en estos Juegos.